# ドイツ観光街道

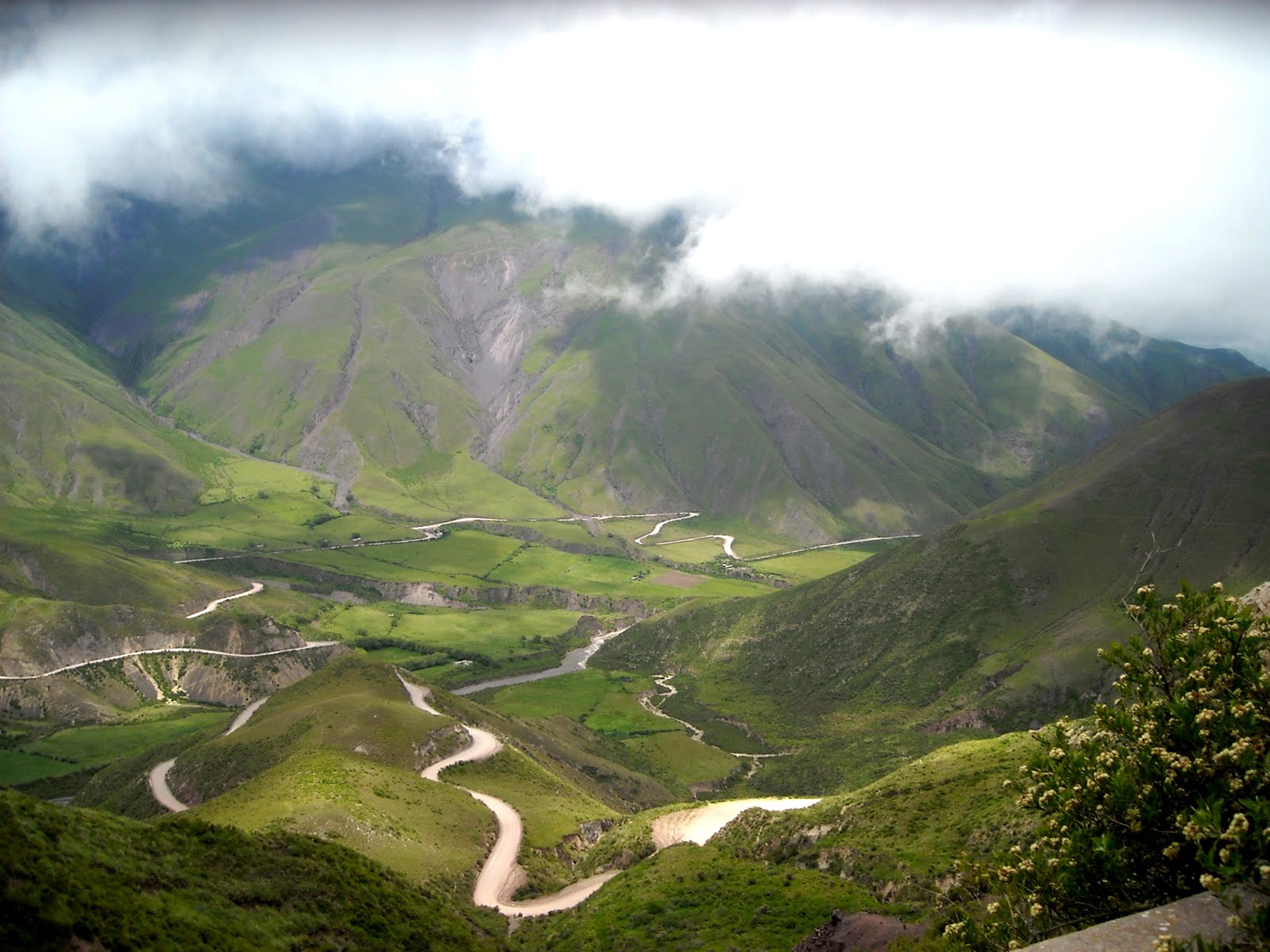
ドイツ観光街道

ドイツ観光街道（ドイツかんこうかいどう）は、ドイツ政府観光局や自治体が設定した、特定のテーマに従って史跡、遺蹟、風光明媚な風景などを結んだルートである。ドイツ国内で総数150ルート以上の街道がある。原語ドイツ語のFerienstraßeを日本語に直訳すると「休暇街道」である。
日本からはタイトル訳に現れているように『観光ルート』としてみられることが多いが、その多くはドイツ国内および周辺国からの個人旅行者向けにガイドを整えた『個人の休暇を楽しむための観点』で企画運営されている。最も古いのは1927年に制定されたドイツ・アルペン街道。日本で知名度があるのは、ロマンティック街道だが、これは外国人向けのPRのために企画されたものである。

## 主な観光街道
- Alte Fürstenstraße der Wettiner
- 塩街道（Alte Salzstraße）
- Artland-Route
- バーデン地方アスパラガス街道（de:Badische Spargelstraße）
- バーデンワイン街道（de:Badische Weinstraße）
- ベルクシュトラーセ（Bergstraße）
- ベルタ・ベンツ・メモリアルルート （Bertha Benz Memorial Route）
- de:Bramgau-Route
- 古城街道（Burgenstraße）
- ドイツ並木街道（Deutsche Alleenstraße）
- ドイツ・アルペン街道（Deutsche Alpenstraße）
- ドイツ宝石街道（de:Deutsche Edelsteinstraße）
- ドイツ木組みの家街道（Deutsche Fachwerkstraße）
- ドイツ・フェリー街道（de:Deutsche Fährstraße）
- ドイツ・フェーンルート（de:Deutsche Fehnroute）
- ドイツミステリ街道（de:Deutsche Krimistraße）
- ドイツ・リーメス街道（de:Deutsche Limes-Straße）
- ドイツ・メルヘン街道（Deutsche Märchenstraße）
- ドイツ・オートバイ街道（Deutsche Motorradstraße）
- ドイツ水門ルート（de:Deutsche Sielroute）
- ドイツおもちゃ街道（de:Deutsche Spielzeugstraße）
- ドイツ粘土街道（de:Deutsche Tonstraße）
- ドイツ時計街道（de:Deutsche Uhrenstraße）
- ドイツ・ワイン街道（de:Deutsche Weinstraße）
- エルベの岸辺街道（Elbufer-Straße）
- エリカ街道（Erikastraße）
- ヨーロッパ・ゴシック様式レンガ造りルート（de:Europäische Route der Backsteingotik）
- ファンタスティック街道（Fantastische Straße）
- アルプス-バルト海ルート（de:Ferienroute Alpen-Ostsee）
- ゲーテ街道（Goethestraße）
- ガラス街道（de:Glasstraße）
- 緑の岸辺街道（de:Grüne Küstenstraße）
- 緑の街道（Grüne Straße Route Verde）
- ハンザ街道（de:Hanse-Route）
- 歴史的雄牛街道（de:Historischer Ochsenweg）
- ハルツ・ハイデ街道（de:Harz-Heide-Straße）
- ホーエンツォレルン街道（de:Hohenzollernstraße）
- 牧歌的な街道（de:Idyllische Straße）
- シュレースヴィッヒ・ホルシュタイン州・チーズ街道（de:Käsestraße Schleswig-Holstein）
- 古典派街道（de:Klassikerstraße）
- 北シュヴァルツヴァルト修道院ルート（Klosterroute Nordschwarzwald）
- ラーンの休暇街道de:Lahn-Ferien-Straße
- 素敵なタウバータール渓谷（Liebliches Taubertal）
- ローレライ街道と古城街道（Loreley- und Burgenstraße）
- de:Märkische Eiszeitstraße
- de:Mitteldeutsche Straße der Braunkohle
- モーゼルワイン街道（de:Moselweinstraße）
- de:Mühlenstraße Oberschwaben
- de:Nebenstraßen der Romanik in Altmark und Havelwinkel
- ニーベルンゲン＝ジークフリート街道（Nibelungen-Siegfriedstraße）
- de:Niedersächsische Mühlenstraße
- ニーダーザクセン州のミルク街道（Niedersächsische Milchstraße）
- ニーダーザクセン州アスパラガス街道de:Niedersächsische Spargelstraße
- de:Oberschwäbische Barockstraße
- オラーニア・ルート（Oranier Route）
- オスニング・ルート（Osning Route）
- ライン地方の伝説街道（de:Rheinischer Sagenweg）
- ロマンチック街道（Romantische Straße）
- ネッカー・アルプの古代ローマ人街道（de:Römerstraße Neckar-Alb）
- 工業文化のルート（de:Route der Industriekultur）
- ザクセン州ワイン街道（de:Sächsische Weinstraße）
- 黒い森シュヴァルツヴァルトの温泉街道（Schwarzwald Bäder-Straße）
- シュヴェービッシェ・アルプ街道（de:Schwäbische Albstraße）
- シュヴァーベン温泉街道（de:Schwäbische Bäderstraße）
- シュヴァーベン詩人街道（de:Schwäbische Dichterstraße）
- シュヴァーベンワイン街道（de:Schwäbische Weinstraße）（現在ヴュルテンベルク・ワイン街道）
- スウェーデン街道（de:Schwedenstraße）
- 銀街道 （Sächsische Silberstraße）
- シィシィ街道（Sisi-Straße）
- de:Solmser Straße
- ロマネスク街道（de:Straße der Romanik ）
- Störtebeker-Straße
- シュタウフェン街道（de:Straße der Staufer）
- ヴェーザールネッサンス街道 de:Straße der Weserrenaissance
- テューリンゲン陶器街道 de:Thüringer Porzellanstraße
- ヴィア・クラウディア・アウグスタ街道（Via Claudia Augusta）
- ザーレ・ウンシュトルート・ワイン街道（de:Weinstraße Saale-Unstrut）
- Westerwolde-Hümmling-Route
- ヴェストファリアの水車・風車街道（de:Westfälische Mühlenstraße）
- ヴュルテンベルク・ワイン街道（de:Württemberger Weinstraße）（旧シュヴァーベンワイン街道